# Everytime You Touch Me
Singles de Moby
Feeling So Real
(1994) Into the Blue
(1995)
Pistes de Everything is Wrong
Let's Go Free
(04) Bring Back My Happiness
(06)
Everytime You Touch Me est une chanson de l'artiste électronique américain Moby sortie en 1995 comme 4e single extrait de l'album Everything is Wrong,. La chanson apparaît également sur l'EP Disk de Moby.
La chanson se hisse à la 28e position du UK Singles Chart et à la 17e position du Billboard Hot Dance Club Play.
La chanson contient plusieurs phrases dites par Rochie Banton qui apparaît également sur le single précédent, Feeling So Real. La chanteuse invitée est encore Rozz Morehead.
Le CD de Remixes de Feeling So Real sorti au Royaume-Uni a inclus des samples extraits d'Everytime You Touch Me en parties séparées (voix, cordes, percussions...). À partir de ces samples, Mute et Elektra (les deux labels de Moby) ont organisé un concours où les participants devaient utiliser ces samples pour ainsi créer leur propre remix "dans le style que vous voulez" et envoyer une cassette DAT pour le 18 novembre 1994. Le remix gagnant du concours, celui de Jude Sebastian est publié comme 3e piste du CD single.

## Clip vidéo
Le clip de Everytime You Touch Me a été réalisé par Julie Hermelin (qui a déjà réalisé celui de Feeling So Real) en 1995. On peut voir au début Moby en pleine méditation. La bouche d'une femme chante les paroles. Dans plusieurs scènes, on peut voir Moby embrasser une femme.

## Liste des morceaux

### CD
| 1. | Everytime You Touch Me (Beatmasters 7" Mix)            | 3:55 |
| 2. | The Blue Light Of The Underwater Sun                   | 4:22 |
| 3. | Everytime You Touch Me (Jude Sebastian Mix)            | 7:01 |
| 4. | Everytime You Touch Me (Freestyle Mix) (Remix de Moby) | 5:31 |

| 1. | Everytime You Touch Me (Uplifting Mix)        | 5:23 |
| 2. | Everytime You Touch Me (NYC Jungle Mix)       | 5:25 |
| 3. | Everytime You Touch Me (Na Feel Mix)          | 5:08 |
| 4. | Everytime You Touch Me (Pure Joy Mix)         | 5:21 |
| 5. | Everytime You Touch Me (Progressive Edit Mix) | 5:21 |
| 6. | Everytime You Touch Me (Beatmasters Dub)      | 6:25 |

## Classements
| Charte (1995)                      | Meilleure position |
| ---------------------------------- | ------------------ |
| UK Singles Chart                   | 28                 |
| U.S. Billboard Hot Dance Club Play | 17                 |